# Râul Valea Locei
Râul Valea Locei sau Râul Loca este un curs de apă, afluent al râului Nicolina.